# Hoštejn
Hoštejn (in tedesco Hochstein) è un comune della Repubblica Ceca facente parte del distretto di Šumperk, nella regione di Olomouc.